# Sanicula pengshuiensis
Sanicula pengshuiensis är en flockblommig växtart som beskrevs av M.L.Sheh och Z.Y.Liu. Sanicula pengshuiensis ingår i släktet sårläkor, och familjen flockblommiga växter. Inga underarter finns listade i Catalogue of Life.